# Seks i grad
Seks i grad je američki romantični televizijski sitcom prikazan na HBO-u. Serija se počela prikazivati 1998., a završila je svoje snimanje 2004. godine. Sve skupa sadrži 6 sezona i 94 epizode. Tijekom šestogodišnjeg prikazivanja seriju su pisali mnogi producenti i redatelji, a najveći doprinos dao joj je Michael Patrick King. 
Snimljena je u New Yorku i napisana je prema istoimenom romanu spisateljice Candace Bushnell. Serija prati živote četiriju žena u srednjim tridesetima i u četrdesetima. Glume Sarah Jessica Parker (kao Carrie Bradshaw), Kim Cattrall (kao Samantha Jones), Kristin Davis (kao Charlotte York) i Cynthia Nixon (kao Miranda Hobbes). 
Prema seriji su napravljena dva filma - Seks i grad i Seks i grad 2. Također napravljena je serija koja je o tinejdžerskim godinama glavne junakinje Carrie Bradshaw - Carrieni dnevnici. Serija je osvojila sedam od 54 nominacija za Emmy, osam od 24 nominacija za Zlatni globus i tri nagrade od 11 Screen Actors Guild Award. 

## Podrijetlo
Serija se temelji na istoimenoj knjizi od Candace Bushnell. U knjizi je Bushnell skupila sve svoje kolumne koje je napisala za The New York Observer.